# Plastic Soda

Plastic Soda é o segundo álbum do músico Flávio Basso, conhecido também como Jupiter Apple ou Júpiter Maçã. Foi lançado em 1 de setembro de 1999 pela gravadora independente Trama. Ao contrário de seu antecessor, este é totalmente cantado em inglês e mistura elementos do jazz e gêneros brasileiros como samba e bossa nova, junto à psicodelia pela qual Jupiter Apple é conhecido. Marcelo Birck, que anteriormente colaborou com o músico em A Sétima Efervescência, participa nesse disco. O futuro guitarrista da banda Cachorro Grande, Marcelo Gross, também foi convidado, ficando na bateria.
O título da faixa "Bridges Of Redemption Park" é uma referência ao Parque Farroupilha (também conhecido como Parque da Redenção) em Porto Alegre, cidade natal de Flávio Basso.
O álbum rendeu à Júpiter Maçã o prêmio de melhor compositor do ano pela Associação Paulista de Críticos de Arte em 1999. 

## Lista de Faixas
Todas as faixas escritas e compostas por Jupiter Apple. 
| N.º            | Título                          | Duração |  |
| 1.             | "A Lad and a Maid in the Bloom" | 9:19    |  |
| 2.             | "Collectors Inside Collection"  | 4:38    |  |
| 3.             | "Welcome to the Shade"          | 4:47    |  |
| 4.             | "Plastic Soda"                  | 4:44    |  |
| 5.             | "The True Love of the Spider"   | 3:30    |  |
| 6.             | "Over the Universe"             | 5:13    |  |
| 7.             | "Wasn't It?"                    | 10:50   |  |
| 8.             | "Bridges of Redemption Park"    | 3:46    |  |
| 9.             | "Morning Intuition Man"         | 6:34    |  |
| 10.            | "Head-Head"                     | 2:52    |  |
| 11.            | "Please Don't Disturb"          | 4:23    |  |
| 12.            | "24 Hours Nude"                 | 5:14    |  |
| 13.            | "Samby-Groovy Theme"            | 2:30    |  |
| Duração total: | Duração total:                  | 108:00  |  |

## Ficha Técnica[1]
- Flávio Basso – vocais, guitarra, violão, baixo, bateria, piano, orgão, pandeiro, maraca, bongô, violino, teclado, arte da capa
- Marcelo Birck – guitarra elétrica, arranjos (faixa 5)
- Júlio Cascaes – baixo
- Marcelo Gross – bateria
- Gustavo Dreher – flauta (faixa 6, 8 e 12)
- Márcio Petracco – violino (faixa 9)